# 核纤层蛋白
核纤层蛋白（英語：Nuclear lamins）也被称为第五类中间纤维（Class V intermediate filaments），是细胞核中提供结构功能和调控转录的纤维蛋白。核纤层蛋白与膜相关蛋白相互交织，形成了核膜内侧下方的核纤层。核纤层蛋白涉及有丝分裂中核膜的解体与重建，以及核孔的定位。

## A型与B型
在动物细胞中，可以通过其长度与等电点的不同把核纤层蛋白分为A型和B型。在人体细胞中有三个差异表达的基因。
- B型核纤层蛋白在所有细胞中都有表达。B型核纤层蛋白B1和B2两种亚型，分别由5q23上的LMNB1和19q13上的LMNB2基因编码。
- A型核纤层蛋白只在原肠形成（英语：gastrulation）（不是真体腔）中表达，核纤层蛋白A和C是最常见的A型核纤层蛋白，由1q21上的LMNA基因选择性剪接而来。

## 功能与结构
这类蛋白定位于核区室中的两个区域，一个是核纖層—核膜内侧的蛋白质内衬层，另一个为核质中核骨架撑起的核基质。
通过与其它中间纤维细胞骨架的比较可以发现核纤层蛋白在盘卷1b（coil 1b）中多了42个残基（六个七肽重复）。其C-端结构域还包括一个核定位信号（NLS）,一个免疫球蛋白折叠样结构域（Ig-fold-like domain），在许多例子中C-端还包括一个CaaX盒且被异戊二烯化和羧甲基化（核纤层蛋白C不具有CAAX盒）。核纤层蛋白A会进一步加工移除最后15个氨基酸包括其中的异戊二烯化半胱氨酸。
核纤层蛋白A和核纤层蛋白C可以头尾相对组成同源二聚体。
在有丝分裂中，核纤层蛋白被成熟促进因子（MPF）磷酸化，从而使其解聚，核膜解体。在染色体分离后，核纤层蛋白去磷酸化，重建核膜。